# کیم دونگ یون
کیم دونگ یون (کره‌ای: 김동연؛ زادهٔ ۲۸ ژانویه ۱۹۵۷) سیاستمدار اهل کره جنوبی است که از ۱ ژوئیه ۲۰۲۲ به عنوان سی و ششمین فرماندار استان گیونگ‌گی فعالیت می‌کند. پیش از این، او از سال ۲۰۱۷ تا ۲۰۱۸ وزیر اقتصاد و دارایی و معاون نخست‌وزیر بود.